# Хуцау
Хуца́у (осет. Хуыцау) — в осетинской религии единый, великий Бог — творец мироздания.

## Мифология
Все божества нартского эпоса и осетинской мифологии — дзуары — подчиняются Хуцау, который внимательно следит за всем происходящим на земле. Живя на небе, Хуцау знает всё, что происходит на земле. Обо всех бедах и проблемах людей ему сообщают особые сверхъестественные существа — зэды, дауаги, а также Уастырджи, являющийся посредником между небом и землёй, и которого Хуцау больше всего любит среди всех небожителей.
В осетинском нартском эпосе в спорах и битвах между нартами и небожителями, Хуцау часто принимает сторону небожителей. Хуцау является одним из убийц нарта Батрадза. Однажды небожители пожаловались на Батрадза. Хуцау наслал на Батрадза Хур ("солнце") и тот погиб. С именем Хуцау связано появление трёх осетинских святилищ — Реком, Мыкалгабырта и Таранджелоз, которые возникли на месте, куда упали три слезы Хуцау, которые он пролил по поводу убитого им Батрадза.
Однажды нарты по совету Сырдона перестроили двери в своих домах, сделав их более высокими, чтобы, входя в дом, не наклоняться, и, тем самым, не давать повода думать Хуцау, что они поклоняются ему. Нарты также призвали Хуцау сойти с небес и помериться силой с ними. Хуцау увидел, что нарты возомнили себя равным ему и проклял нартов за их гордыню. В конце концов, Хуцау погубил нартов, поставив их перед единственным выбором избрать вечную жизнь или вечную славу. Отказавшись от вечной жизни ради вечной славы, нарты обрекли себя на исчезновение с лица земли. После проклятия Хуцау нарты сколько бы ни обмолачивали зёрна, не могли собрать больше одного мешка. Прожив год, нарты умерли от голода.

## Осетинские обычаи
Выполняя единственную функцию верховного Бога, Хуцау не имел других, свойственных только ему функций, поэтому не возникло особого культа, посвящённого Хуцау и не было персональных жертвоприношений ему.

«Нартовский эпос погружён в мир полурелигиозных-полуфольклорных верований, в котором осетины жили ещё в начале XX века. За мусульманством одних и православием других распознаются древнейшие пережитки язычества, следы византийского христианства, принесённого средневековой Грузией и вскоре утраченного и как церковь и как учение, а также своего рода вторичного язычества, образовавшегося в период между крахом Византии и сравнительно недавним наступлением двух великих религий. Бог, Хуцау, — это и Аллах, и христианский Бог, единый Бог, который носит также примечательное название Хуыцæутты Хуыцау» 

Особое почитание Хуцау заключается в том, что во время осетинского обычая трёх пирогов первый тост всегда поднимается в его честь.
(С именем Хуцау связано появление трёх осетинских святилищ — Реком, Мыкалгабырта и Таранджелоз, которые возникли на месте, куда упали три слезы Хуцау, которые он пролил по поводу убитого им Батрадза.).